# 日本橋人形町
日本橋人形町（にほんばしにんぎょうちょう）は、東京都中央区の町丁で、旧日本橋区に含まれる。現行行政地名は日本橋人形町一丁目から日本橋人形町三丁目。住居表示実施済区域。

## 概要
人形町通りの両側や甘酒横丁を中心に飲食店や商店が連なる商業エリアであるとともに、日本橋地域の一角としてのオフィス街でもある。近時には、住宅の都心回帰により、住居の数が増え、人口も増加している。毎年8月に人形町通りで行われる「せともの市」は夏の恒例行事となっている。

## 地理
中央区北部および日本橋地域のほぼ中央に位置する。

## 歴史

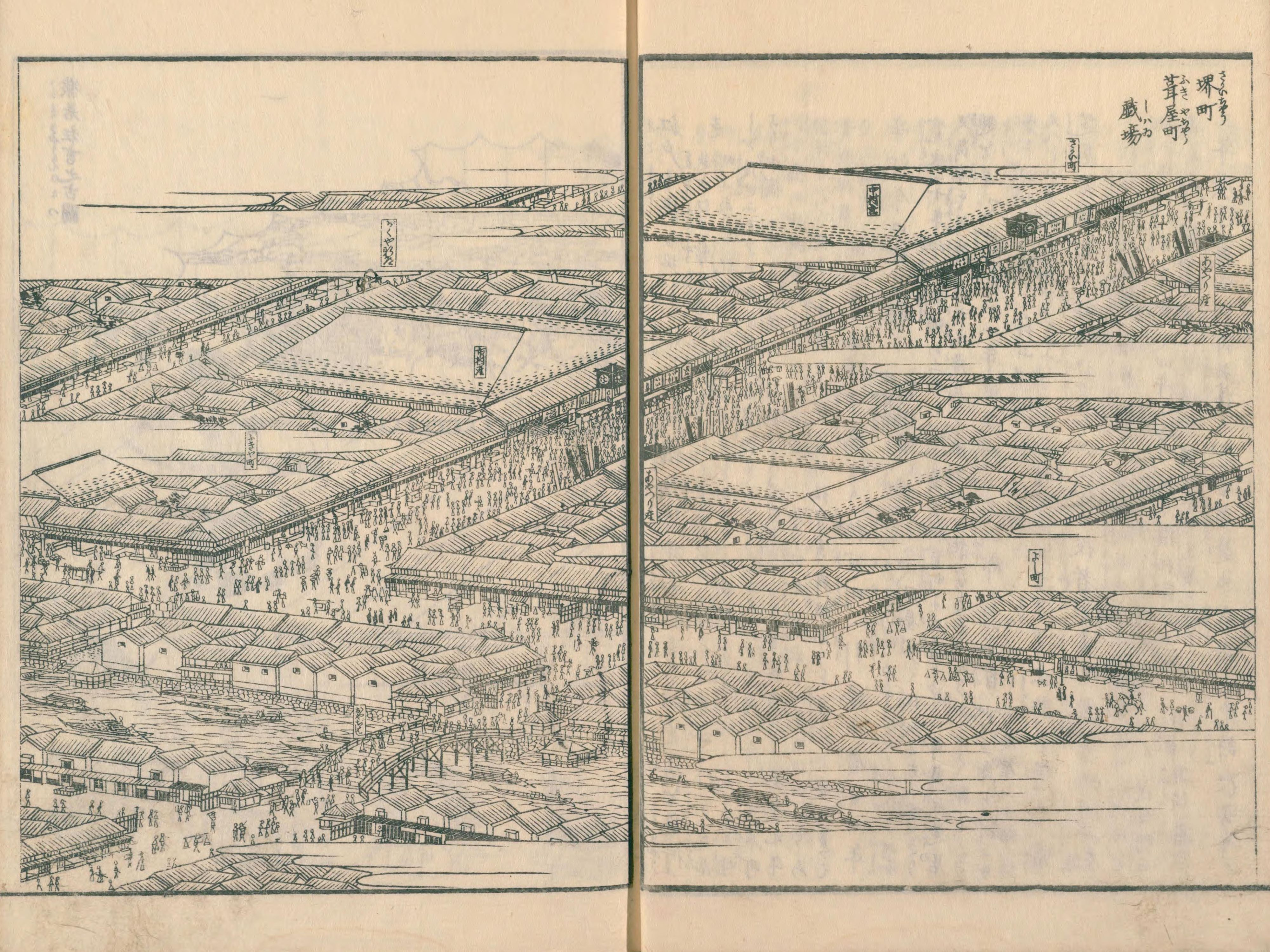
『堺町葺屋町戲場』江戸名所図会より

江戸時代初期には、幕府公認の遊廓である吉原遊廓が人形町通り東側の辺り（現在の日本橋人形町二・三丁目、日本橋富沢町の一部）にあった。今も通りの名前に残る「大門通り」はその名残である。
1657年（明暦3年）1月の明暦の大火の後、幕府の命で吉原遊廓が浅草寺裏の日本堤付近に位置する千束田んぼの真ん中（現在の千束三丁目の一部と四丁目の大部分）に移転させられた。以後、元々遊郭が在ったこの地を「元吉原」、対して移転先は「新吉原」と呼ぶ様になった。
遊廓の移転ののち、江戸期において、近隣には芝居小屋が集中した。また、1764年（明和元年）には旧芳町に12軒の陰間茶屋が存在した。近隣の旧堺町や旧葺屋町まで含めると20数軒にまで及ぶほど、かつての人形町は男色の中心地として賑わいを見せていた。堺町と葺屋町にあった芝居小屋は、1841年（天保12年）10月7日の火災の後、天保の改革の一環で、浅草猿若町（現：台東区浅草6丁目）に移転した。江戸期には、江戸の大火の影響で幾度も町域の焼失の歴史がある。町域の北部は町人の町であり、南部の蛎殻町方面は武家地として利用されていた。
関東大震災（大正12年）の被害を受けての区画整理がなされ、現在の町並みとなった。震災以降、昭和初期には新興喫茶（カフェー）が立ち並ぶ街となった。全盛期の昭和10年ごろには、人形町通りを挟んだ両側の路地に80軒以上のカフェーがあった。

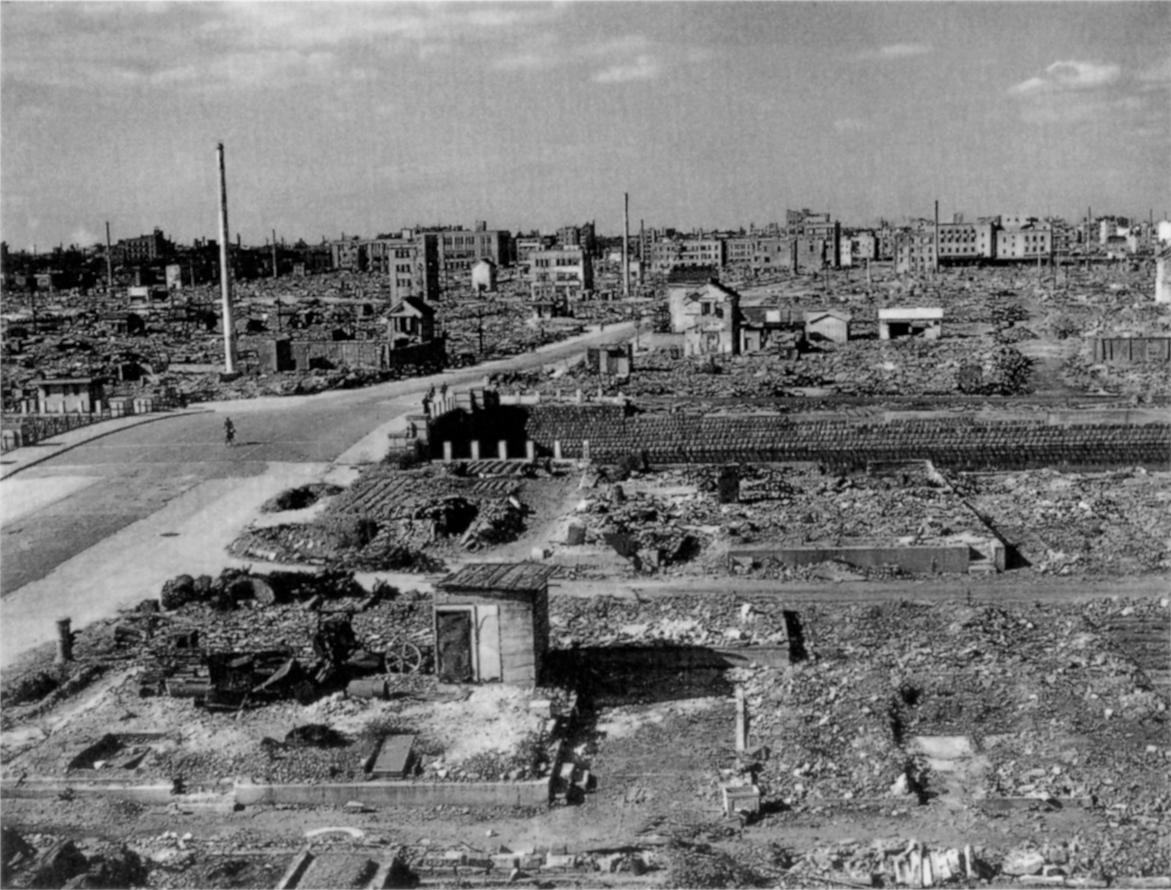
「人形町」(1945年、木村伊兵衛撮影)

太平洋戦争末期の東京大空襲（1945年〈昭和20年〉3月10日）では、浜町方面を中心として大きな被害を受けたが、南部を中心として焼け残った地域もあり、自主的な建物疎開の影響を受けていない部分は、古い建物が戦後にも残っていた地域である。
昭和の戦後期においては、商店街が栄え、1951年（昭和26年）には、人形町通り沿いの商店街に、東京初のアーケードが完成した（1984年〈昭和59年〉に撤去）。昭和末期頃まで、日本橋蛎殻町に和陶器卸が集まっていたことで、現在でも人形町において「せともの市」が継続的に開催されている。
都電の「人形町」電停が人形町交差点付近に存在した。都電は人形町通りを走り、秋葉原駅付近を経由して新宿方面（13系統）・北千住方面（21系統）へ、また水天宮方面とを結んでいた。現在は同所に、都営地下鉄浅草線・東京メトロ日比谷線の人形町駅が存在する。
再開発の一環として、2007年（平成19年）には、日本橋人形町一丁目地区第一種市街地再開発事業に基づく高層ビル「リガーレ日本橋人形町」（地上39階）が町域に竣工した。

### 旧町名
住居表示の実施により、下記5町が一つになり、現在の日本橋人形町が成立した。元の人形町は、人形町通りを挟んだ両側の区域に限られていたが、その東西両側にさらに町域が拡張された形となった。
- 日本橋人形町（旧）
- 日本橋芳町
- 日本橋蛎殻町（旧：一部）
- 日本橋小網町（一部）
- 日本橋浪花町（一部）

### 地名の由来
江戸時代、堺町と葺屋町が現在の日本橋人形町三丁目の人形町通り西側にあり、歌舞伎小屋の中村座と市村座があった。また、薩摩浄瑠璃（薩摩座）や人形芝居（結城座）も行われていた。一般には人形遣いが多く住んでいたから人形町と名付けられたとされている。江戸時代においては、人形町は通りの名で元大坂町、松島町、住吉町、新和泉町、堺町、芳町がこの通りに面していたが、1933年（昭和8年）に正式にこれらの町名が「人形町」という町名に変更された。

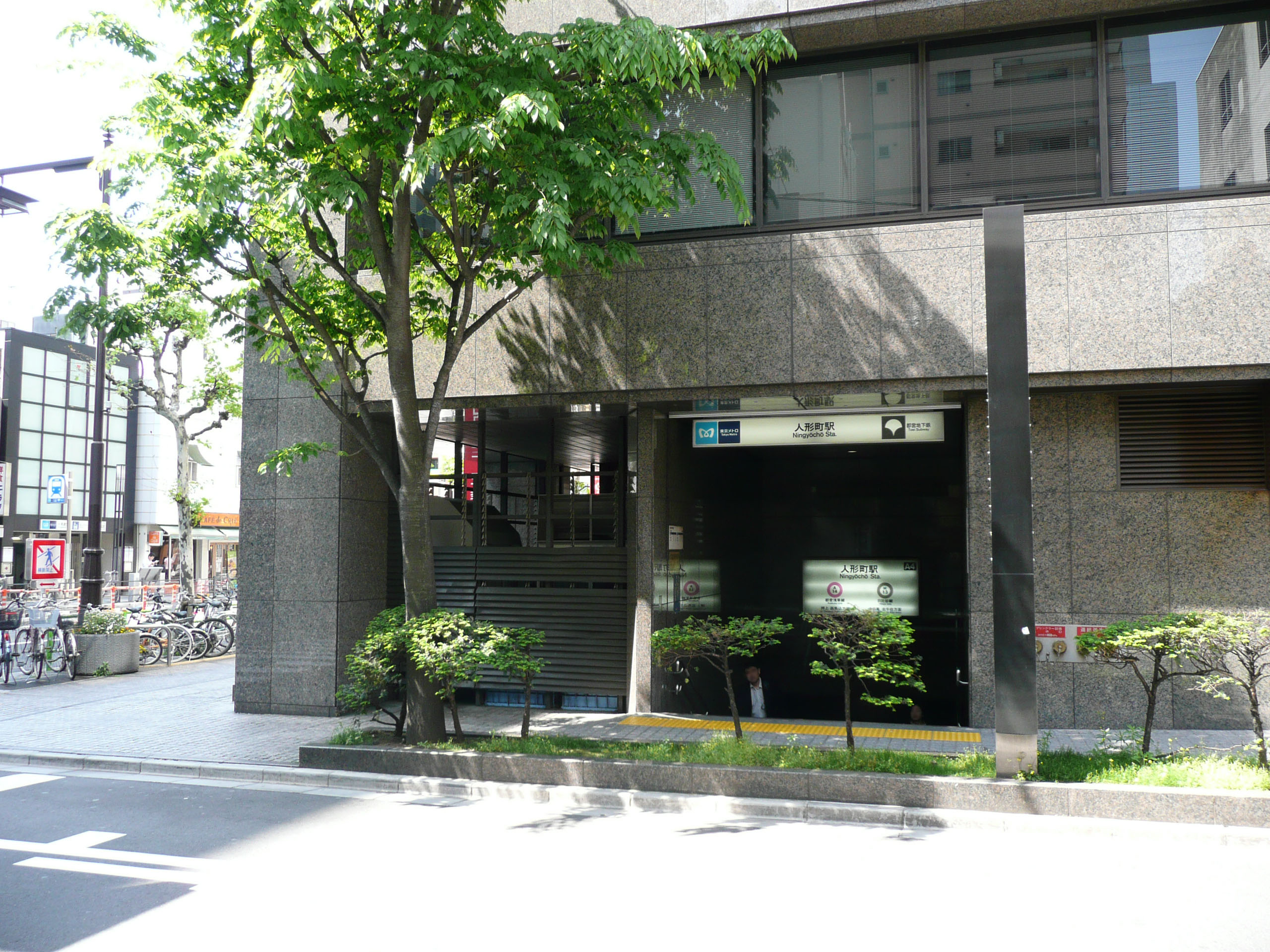
人形町駅 A4出入口（2010年5月）
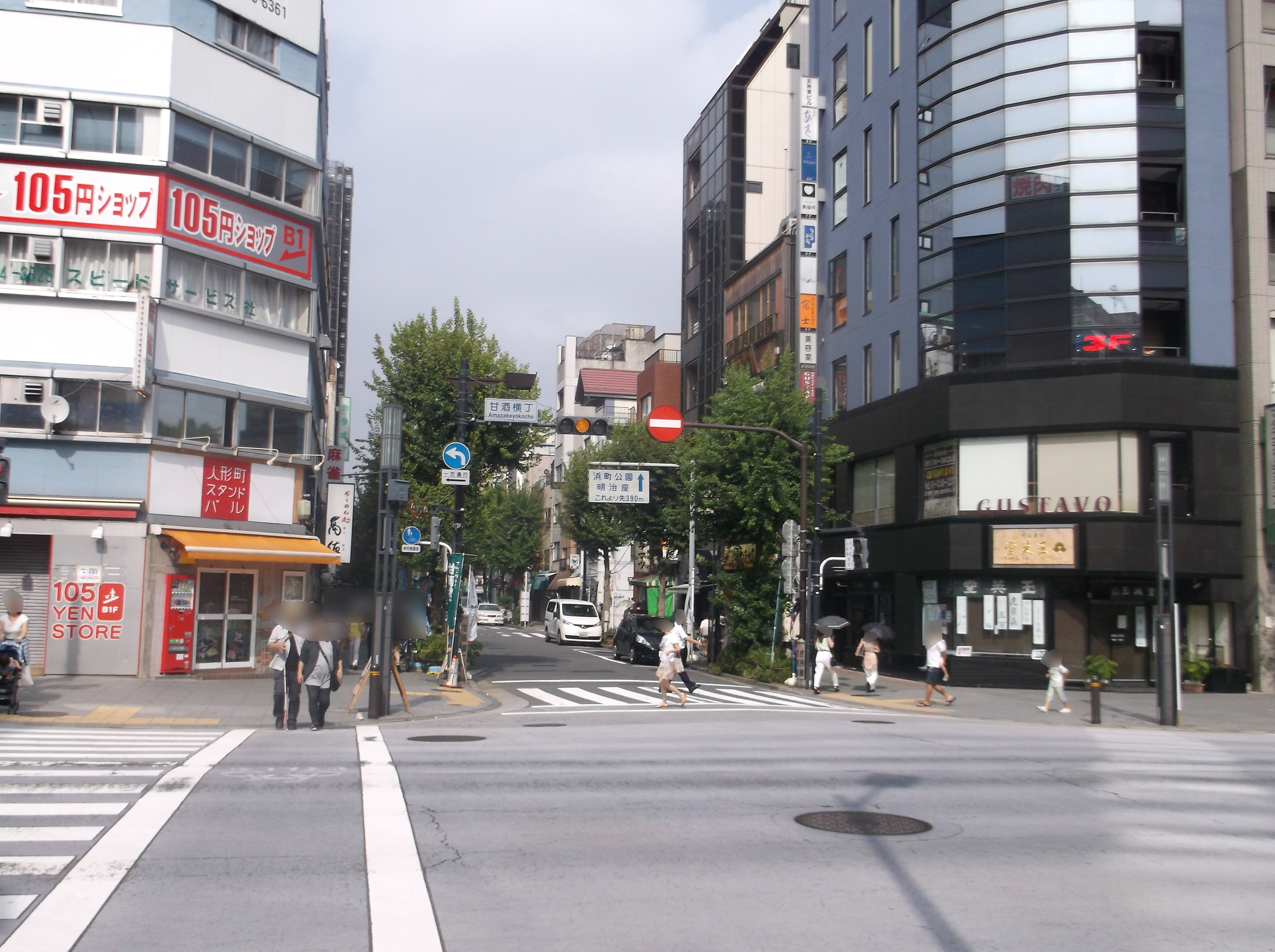
甘酒横丁
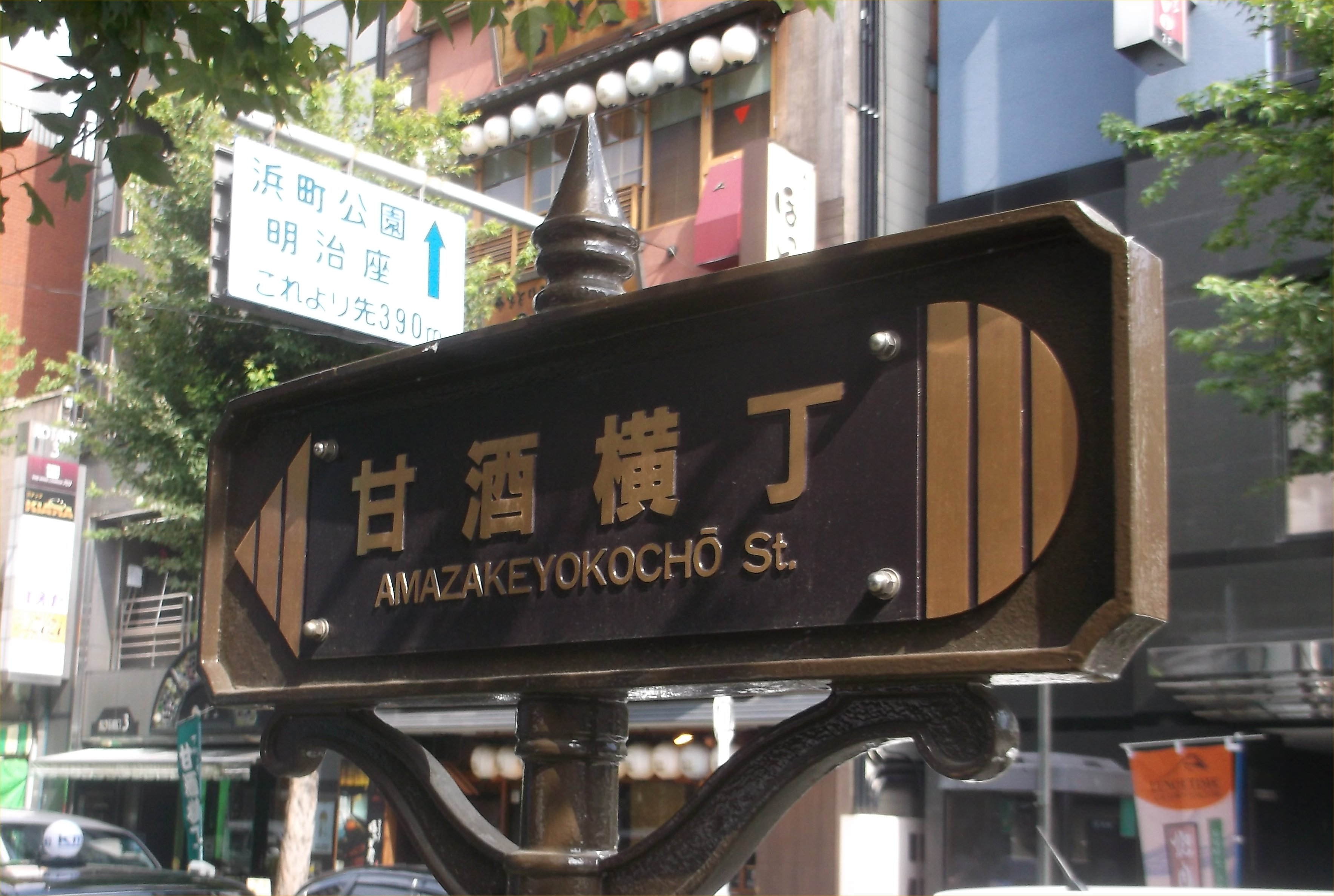
甘酒横丁の道路標
勧進帳の弁慶像（浜町緑道）

### 町域の変遷
| 町名整理後   | 町名整理年        | 町名整理前                                             |
| ------------ | ----------------- | ------------------------------------------------------ |
| 人形町一丁目 | 1933年（昭和8年） | 松島町の大部分、蠣殻町二丁目の一部                     |
| 人形町二丁目 | 1933年（昭和8年） | 住吉町の大部分、蠣殻町二丁目の一部、元大坂町の東半分   |
| 人形町三丁目 | 1933年（昭和8年） | 新和泉町の全域、住吉町の残部、芳町の一部、堺町の東半分 |

| 住居表示実施後     | 住居表示実施年           | 住居表示実施前                                                                                                   |
| ------------------ | ------------------------ | --- |
| 日本橋人形町一丁目 | 1976年（昭和41年）1月1日 | 日本橋人形町一丁目及び二丁目の一部、日本橋蠣殻町二丁目の一部、日本橋芳町一丁目の全域、日本橋小網町二丁目の極一部 |
| 日本橋人形町二丁目 | 1976年（昭和41年）1月1日 | 日本橋人形町一丁目及び二丁目の大部分、日本橋蠣殻町四丁目の一部、日本橋浪花町の大部分                             |
| 日本橋人形町三丁目 | 1976年（昭和41年）1月1日 | 日本橋人形町三丁目の全域、日本橋芳町二丁目の全域                                                                 |

## 世帯数と人口
2023年（令和5年）1月1日現在（中央区発表）の世帯数と人口は以下の通りである。
| 丁目               | 世帯数    | 人口    |
| ------------------ | --------- | ------- |
| 日本橋人形町一丁目 | 952世帯   | 1,616人 |
| 日本橋人形町二丁目 | 1,535世帯 | 2,696人 |
| 日本橋人形町三丁目 | 661世帯   | 1,054人 |
| 計                 | 3,148世帯 | 5,366人 |

### 人口の変遷
国勢調査による人口の推移。
| 年                 | 人口  |
| ------------------ | ----- |
| 1995年（平成7年）  | 2,230 |
| 2000年（平成12年） | 2,431 |
| 2005年（平成17年） | 3,355 |
| 2010年（平成22年） | 4,503 |
| 2015年（平成27年） | 4,959 |
| 2020年（令和2年）  | 4,995 |

### 世帯数の変遷
国勢調査による世帯数の推移。
| 年                 | 世帯数 |
| ------------------ | ------ |
| 1995年（平成7年）  | 861    |
| 2000年（平成12年） | 1,097  |
| 2005年（平成17年） | 1,811  |
| 2010年（平成22年） | 2,515  |
| 2015年（平成27年） | 2,837  |
| 2020年（令和2年）  | 2,819  |

## 学区
区立小・中学校に通う場合、学区は以下の通りとなる（2025年4月現在）。
| 丁目               | 番地                | 小学校               | 中学校               | 備考                                                  |
| ------------------ | ------------------- | -------------------- | -------------------- | ----------------------------------------------------- |
| 日本橋人形町一丁目 | 全域                | 中央区立日本橋小学校 | 中央区立日本橋中学校 |                                                       |
| 日本橋人形町二丁目 | 15 - 20番 32 - 36番 | 中央区立日本橋小学校 | 中央区立日本橋中学校 | 調整区域。以下の学校と選択可能。 ・中央区立有馬小学校 |
| 日本橋人形町二丁目 | 21 - 31番 37番      | 中央区立日本橋小学校 | 中央区立日本橋中学校 | 調整区域。以下の学校と選択可能。 ・中央区立久松小学校 |
| 日本橋人形町二丁目 | その他              | 中央区立日本橋小学校 | 中央区立日本橋中学校 |                                                       |
| 日本橋人形町三丁目 | 全域                | 中央区立日本橋小学校 | 中央区立日本橋中学校 |                                                       |

## 事業所
2021年（令和3年）現在の経済センサス調査による事業所数と従業員数は以下の通りである。
| 丁目               | 事業所数    | 従業員数 |
| ------------------ | ----------- | -------- |
| 日本橋人形町一丁目 | 539事業所   | 5,965人  |
| 日本橋人形町二丁目 | 659事業所   | 6,064人  |
| 日本橋人形町三丁目 | 340事業所   | 6,247人  |
| 計                 | 1,538事業所 | 18,276人 |

### 事業者数の変遷
経済センサスによる事業所数の推移。
| 年                 | 事業者数 |
| ------------------ | -------- |
| 2016年（平成28年） | 1,683    |
| 2021年（令和3年）  | 1,538    |

### 従業員数の変遷
経済センサスによる従業員数の推移。
| 年                 | 従業員数 |
| ------------------ | -------- |
| 2016年（平成28年） | 17,649   |
| 2021年（令和3年）  | 18,276   |

### 主な企業
- NTTブロードバンドプラットフォーム本社
- 情報通信総合研究所本社
- 日清紡ホールディングス株式会社本社

## 地域
施設
- 中央区立日本橋図書館

教育
- 中央区立日本橋小学校
- 中央区立日本橋幼稚園
- 中央区立人形町保育園

店舗
- 玄冶店 濱田家本店
- 人形町今半本店

史跡
- 蛎殻銀座跡
- 西郷隆盛屋敷跡（現日本橋小学校敷地）
- 谷崎潤一郎生誕の地

## 交通
鉄道
- 東京地下鉄日比谷線 ○人形町駅
- 都営地下鉄浅草線 ○人形町駅
- 東京地下鉄半蔵門線 ○水天宮前駅 - 出入口が設けられている。（所在地：日本橋蛎殻町）

バス
- 都営バス秋26系統 人形町三丁目（秋葉原駅前行）
- 中央区コミュニティバス 北循環 水天宮前 / 人形町駅
- メトロリンク日本橋 Eライン 人形町一丁目

道路
- 東京都道・千葉県道50号東京市川線（新大橋通り）
- 甘酒横丁
- 人形町通り
- 金座通り
- 大門通り

## その他

### 日本郵便
- 郵便番号 : 103-0013[3]（集配局 : にほんばし蔵前郵便局[17]）。